# Альберт Ладенбург
Альберт Ладенбург (нім. Albert Ladenburg; 2 липня 1842, Мангейм — 15 серпня 1911, Вроцлав, Провінція Нижня Сілезія) — німецький хімік-органік.

## Біографія
Ладенбург народився в добре відомій в Мангеймі єврейській родині. Початкову освіту отримав в мангеймській гімназії, а потім до свого 15-річчя навчався в технічній школі міста Карлсруе, де вивчав математику і сучасні мови. Продовжив навчання в Гейдельберзькому університеті, в якому вивчав хімію і фізику у Роберта Бунзена. Також вивчав фізику в Берліні. Дисертацію на докторський ступінь (PhD) захистив в Гейдельберзі.
Пропрацював 6 місяців в Генті у Фрідріха Кекуле, який ознайомив його зі структурною теорією. Вони займалися вивченням будови Бензолу. Теорія Ладенбурга про те, що молекула бензолу має призматичну форму, виявилася помилковою. Запропонована ним структура пізніше, 1973 року, була реалізована в молекулі призману.
Ладенбург відвідав Англію, а потім вирушив на роботу до Парижу, де пропрацював 18 місяців, разом з Шарлем-Адольфом Вюрц та Шарлем Фріделем над вивченням кремнійорганічних сполук і сполук олова. Після повернувся в Гайдельберг на посаду викладача.

Прізман (ізомер бензолу)

1873 року Ладенбург став професором і завідувачем лабораторії в Університеті Християна Альберта (Кіль, Німеччина). 1889 року перейшов на ту ж посаду у Вроцлавський Університет. 1886 року був обраний почесним членом Фармацевтичного товариства Великої Британії. 1889 року отримав Медаль Хенбері за оригінальні роботи в галузі хімії.
Ладенбург першим, в 1880 року, отримав гіосцін, також знаний як скополамін. 1900 року заснував Хімічне товариство Вроцлава (нім. Chemische Gesellschaft Breslau), яким керував до 1910 року.
У Альберта був син Рудольф (1882–1952), який став фізиком-ядерником.